# Löwenadler

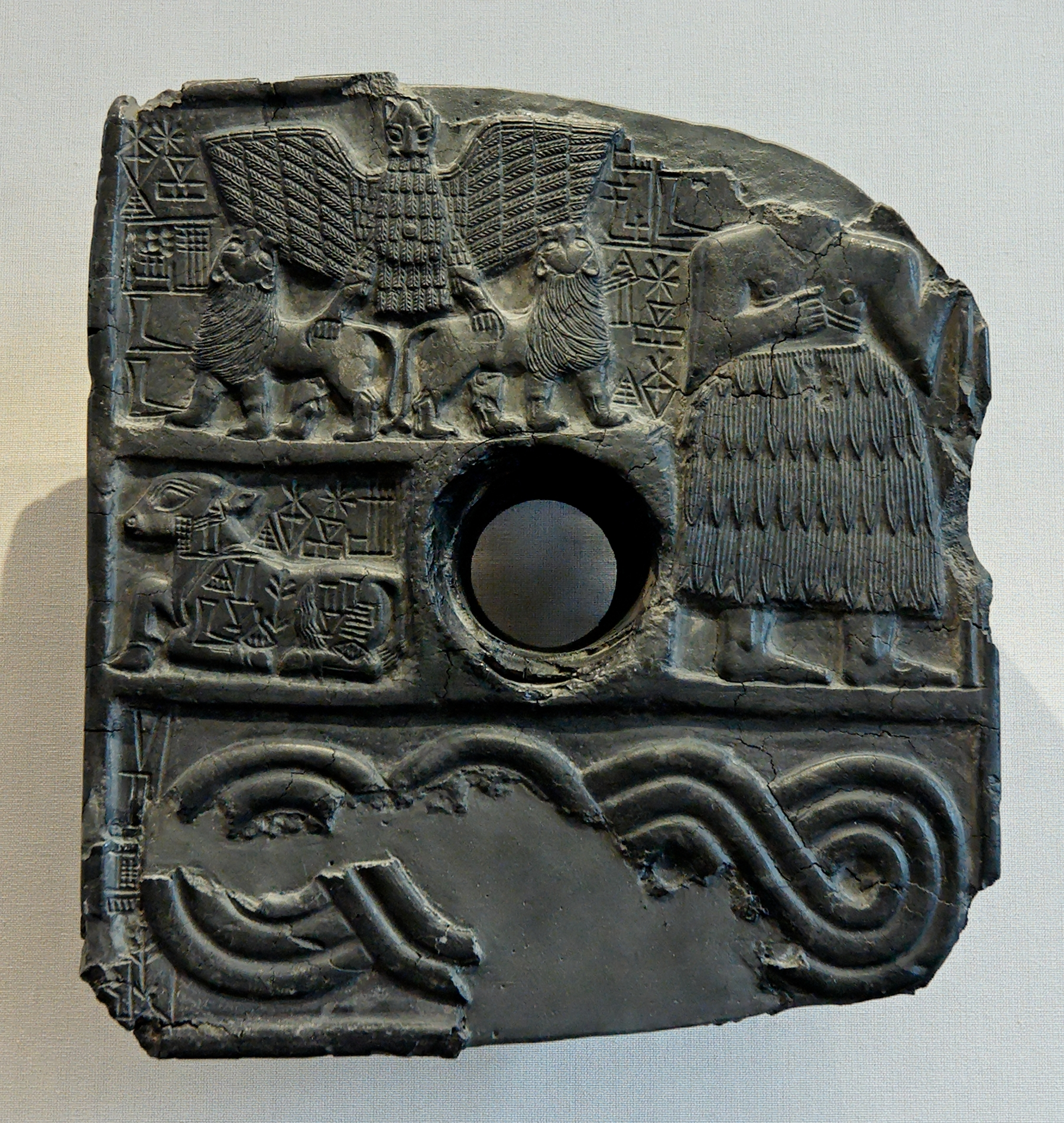
Löwenadler, Typ B, Relief Girsu, 2400 v. Chr.
(Dudu, Priester des Ningirsu, Regierungszeit des Enmetena, heute im Department of Oriental Antiquities)

Der Löwenadler (auch Löwenkopfadler; sumerisch ananx(IM)-du-gud; anzumušen; akkadisch anzud, anzu) ist als raubvogelartiges Mischwesen in der mesopotamischen Glyptik von der Dschemdet-Nasr-Zeit bis zum Ende der neusumerischen Zeit belegt; zunächst in zwei Grundtypen, später nur noch als schwebender Löwenadler. In der syrischen Region trat der Löwenadler ikonografisch mit mesopotamischen Motiven kurzfristig im frühen zweiten Jahrtausend v. Chr. in Erscheinung.
Der Löwenadler setzte sich aus einem Löwenkopf sowie Raubvogelkörper zusammen und stellte in der damaligen Mythologie zunächst den stärksten Vogel und das gefährlichste Raubtier dar, das Menschen und Viehherden bedrohte. Die mesopotamischen Könige verglichen deshalb ihren Charakter mit dem eines Löwenadlers. Der im Gilgamesch-Epos in der altbabylonischen Zeit (etwa 2000–1600 v. Chr.) feuerspeiend-auftretende Chumbaba wird in der Literatur zwar teilweise als „Löwenadler“ bezeichnet, ist jedoch mit dem Löwendrachen gleichzusetzen.

## Etymologie

Wolkenbildung bei Überzug von Luftmassen über einen Berggipfel

Die ursprüngliche Etymologie des sumerischen Wortes „anzumušen“ ist nicht sicher geklärt, da es sich bei anzu um ein Lehnwort aus der elamischen Sprache handelt. Der Namensbestandteil an definiert den Löwenadler zum Himmel zugehörig. Anzu kann sich als Oberbegriff auf den Themenkomplex Luft, Sturm, Wind oder Wolken beziehen.
In der sumerischen Mythologie verglichen die Könige den Löwenadler anzu öfter mit dem Wesen der Gottheit Enlil, dessen Name Herr Wind oder Herr des lauten Wortes bedeutet. Ergänzend wurde der laute Schrei des Anzu in der sumerischen Literatur als erschreckend und unangenehm beschrieben. Als weiterer mythologischer Bezug des anzu ergibt sich die von den Königen öfter vorgenommene Verknüpfung mit dem Bergland.
Der sumerische Begriff mušen bedeutet übersetzt Vogel und bezieht sich allgemein auf die gesamte Spezies. Zur näheren Bestimmung erhielten Vogelunterarten den Wortanhang mušen. Unter Berücksichtigung aller Faktoren liegen für „anzumušen“ die Deutungen Sturmvogel, Wolkenvogel oder mächtiger/starker Wolkenvogel vor.

## Darstellungen
Das „Typ A“-Motiv steht symbolisch für den als Löwen handelnden Löwenadler, der deshalb in dieser Erscheinungsform immer auf der Erde hockend fungiert. „Typ B“ zeigt den Löwenadler dagegen in der Rolle des Raubvogels, der schwebend über anderen Lebewesen agiert.
Die Charaktereigenschaften des sumerischen Imdugud in der Ğemdet-Nasr-Zeit und den ersten beiden frühdynastischen Epochen weisen keine Gemeinsamkeiten mit dem späteren akkadischen Anzu auf, obwohl in der Ikonografie Gemeinsamkeiten vorhanden sind. Außerdem wurden Tierdarstellungen erst in der frühdynastischen Zeit mit Gottheiten verbunden.

### Ğemdet-Nasr-Zeit (etwa 3100–2900 v. Chr.)

#### Typ A

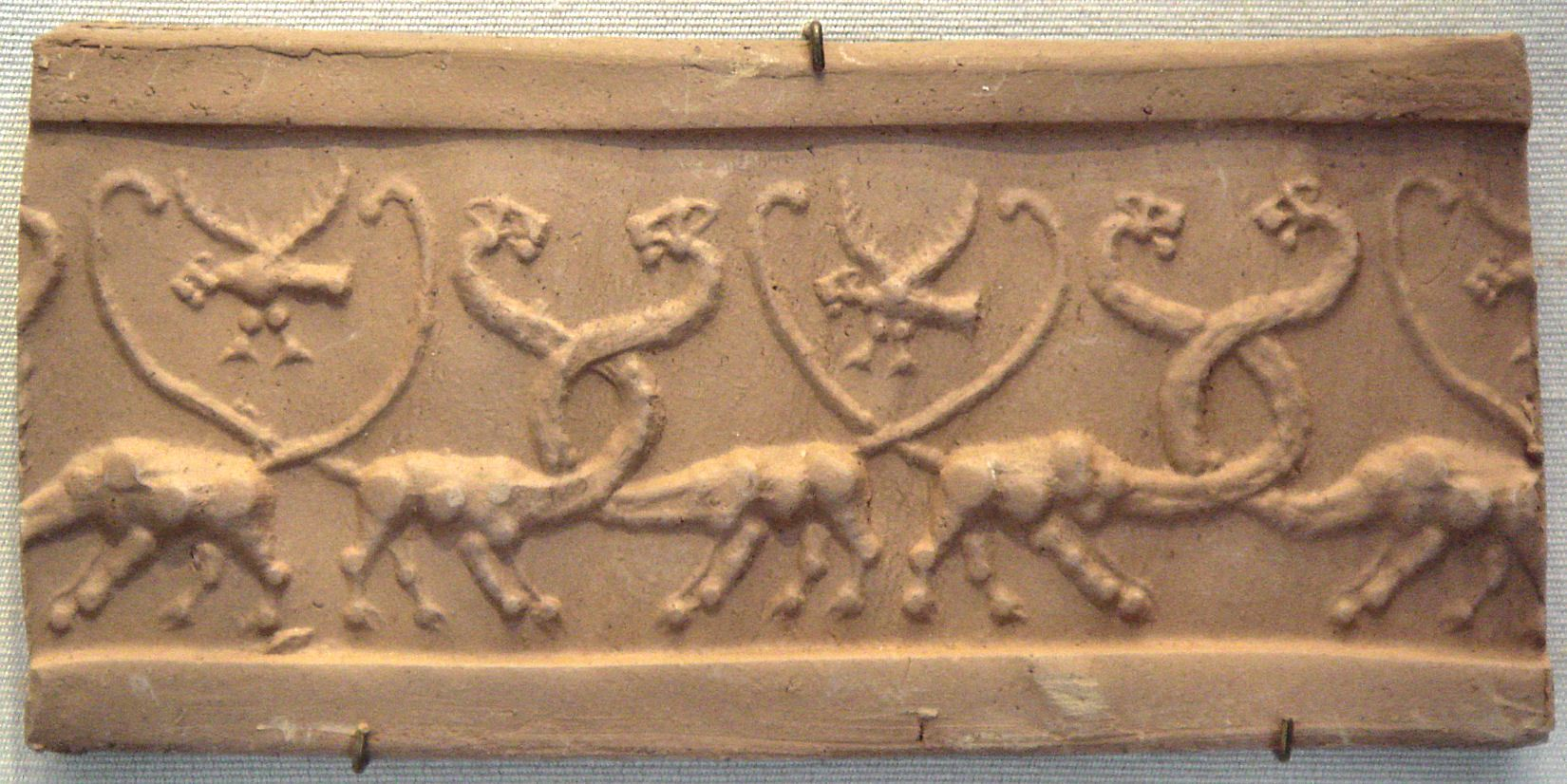
Sumerisches Rollsiegel: Löwenadler (Typ B) über zwei Schlangendrachen schwebend
(etwa 3000 v. Chr.), heute im Louvre, Paris

Kopf-Vorderansicht eines hockenden Löwenadlers, dessen Flügel angelegt sind. Als besonderes Merkmal ist der Löwenkopf in Vorderansicht zu nennen, da in dieser Epoche der Löwe sonst nicht von vorne abgebildet war. Nur einmal ist das Motiv eines zur Seite blickenden Löwenadlers belegt. Typ A wurde auf Amuletten, Stäben und Inschriften benutzt.

#### Typ B
Seitenansicht eines schwebenden Löwenadlers mit ausgebreiteten Flügeln. Typ B war auf Rollsiegeln aus Uruk immer im obersten Register über anderen Lebewesen abgebildet. Die Darstellungen zeigen ihn einerseits über gefesselten Feinden oder zusammen mit anderen Tieren, andererseits über anderen Mischwesen sowie wahrscheinlich in einer Prozessionsszene über anderen Tieren vor einem Tempel.

### Frühdynastische Zeit I und II (etwa 2900–2550 v. Chr.)

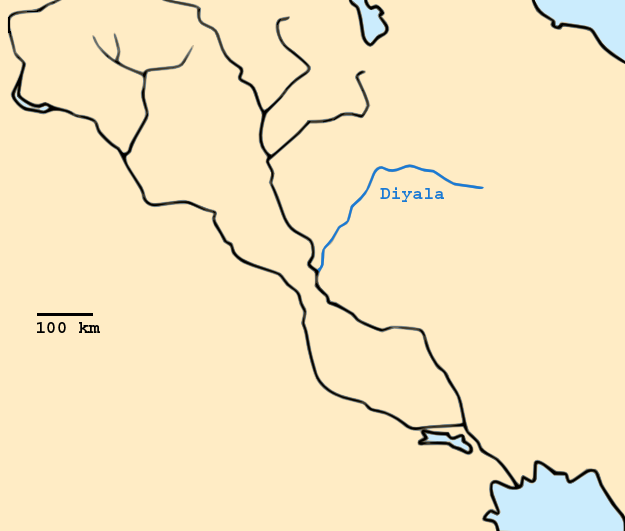
Gebiet um den Diyala-Fluss

In den ersten beiden frühdynastischen Epochen sind in der Diyala-Region keine löwenköpfigen Adlerdarstellungen belegt. Ikonografische Zeugnisse sind für Typ A erst für den dritten Abschnitt der frühdynastischen Zeit als wahrscheinlich anzusehen.
In Girsu erscheint der Löwenadler vom Typ B auf Siegeln schwebend über Wasservögeln, wobei die Bedeutung unklar bleibt. Auf Keulen, Weiheplatten und Siegeln aus Lagaš sind zahlreiche Beispiele vertreten, wo der Löwenadler in Tierkampfmotiven über zwei Löwen schwebt. Die Szenerie erfreute sich offenbar großer Beliebtheit, da in der dritten frühdynastischen Epoche eine weitere Zunahme festzustellen ist.
Daneben wurde diese Ikonografie vom Typ B oft als auffüllendes oder trennendes Element in den Darstellungen verwendet. Ergänzend ist der schwebende Löwenadler über mehreren Tieren auf zahlreichen Amuletten zu sehen, die aus kostbarsten Materialien gefertigt waren. Außerdem diente Typ B möglicherweise als magische Dekoration auf Muschelanhängern. Eine zweifelsfreie Bestätigung kann jedoch nicht vorgenommen werden, da der Löwenkopf nicht eindeutig zu identifizieren ist.

### Imdugud-Sukurru-Zeit (etwa 2550–2340 v. Chr.)

#### Typ A

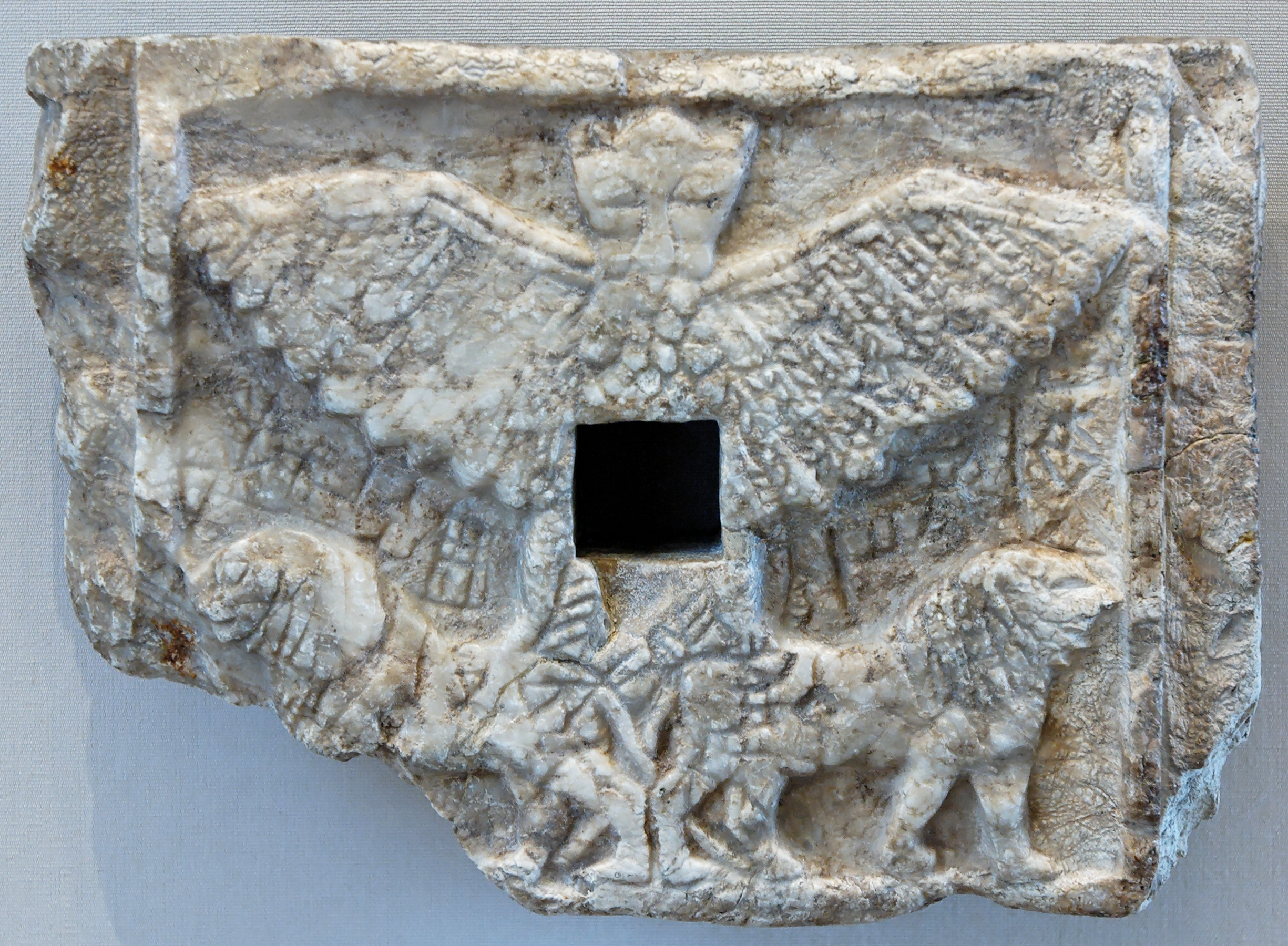
Imdugud als Löwenadler, Typ B: Relief Lagaš
(2550–2500 v. Chr., heute im Louvre).

Die Imdugud-Sukurru-Zeit ist von mehreren Veränderungen in der Glyptik gekennzeichnet; beispielsweise sind nun die Löwen auch alleinstehend in der Vorderansicht zu sehen. Es verwundert daher nicht, dass der Löwenkopf des Raubvogels ebenfalls durchgängig in der Vordersicht präsentiert wurde. Der Körper selbst war in Seitenansicht mit angelegten Flügeln positioniert. Neu war hingegen der Anbringungsort des Löwenadlers auf dem Rücken eines menschengesichtigen Stieres; seltener dagegen die Kombination mit dem natürlichen Stiervorbild.
Als Gegner des Löwenadlers agierte ein Stiermensch, der die Viehherden bei Angriffen des sich auf der Erde bewegenden Löwenadlers verteidigte. Auffällig ist die Positionsanordnung des Löwenadlers, der nun den Löwen ikonografisch bezüglich seiner Stierangriffe ersetzte. Auf der anderen Seite erwuchs dem Löwenadler in dieser Epoche das typologische Pendant eines Löwen, dessen Angriffsziel einzelne Ziegen waren. Es scheint, als ob diese Phase den Startpunkt eines mythologischen Rollenwechsels darstellte, der sich bis zum Beginn der Akkadzeit verstärkt fortsetzte.

#### Typ B

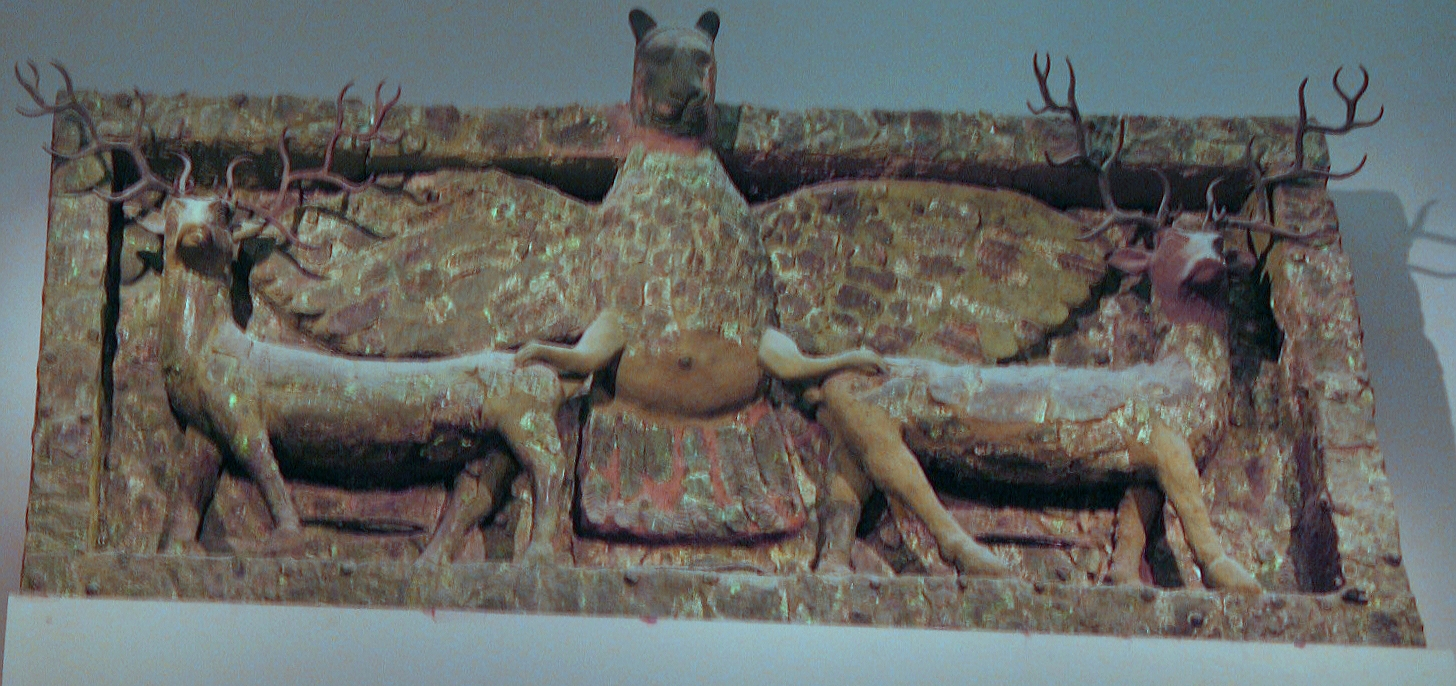
Imdugud als Löwenadler, Typ B, Relief Obed
(etwa 2500 v. Chr., heute im British Museum)

Der Löwenadler schwebte in der Imdugud-Sukurru-Zeit mit weit ausgebreiteten Flügeln, die nach vorne gewandt waren, wobei sich der Kopf, ähnlich dem Typ A, in neuer Version ebenfalls in der Frontalsicht befand. Mehrheitlich existierten inhaltliche Motivkombinationen mit paarweise angeordneten Ziegenböcken oder Hirschen. Im Gegensatz zu Typ A tauchten selten Varianten mit rinderähnlichen Arten oder Löwen auf.
Zeitgleich bekam der Löwenadler des Typs B wie Typ A ein ikonografisches Gegenstück in der Erscheinungsform eines natürlichen Raubvogels zur Seite gestellt, der parallel mit ausgebreiteten Flügeln verschiedene Viehherden attackierte. Sein Kopf war jedoch immer in Seitenansicht dargestellt. Vornehmlich ging es bei dem Raubvogel und dem Löwenadler inhaltlich um Kampfszenen, in welchen arglose Tiere angegriffen und getötet wurden.

### Akkad-Zeit und neusumerische Epoche (etwa 2340–2000 v. Chr.)

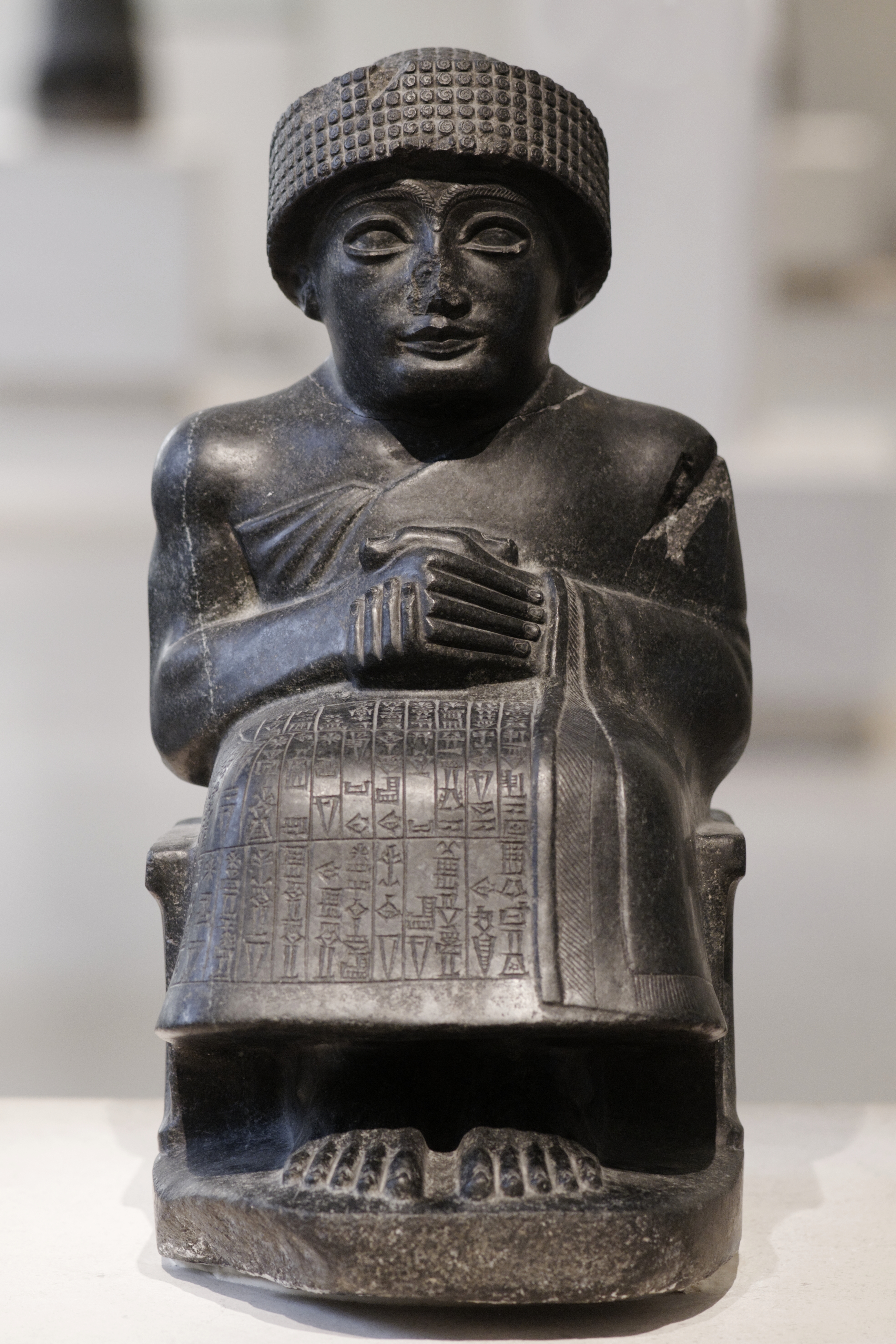
Gudea-Dioritstatue aus Girsu
(um 2120 v. Chr., heute im Louvre).

Der Löwenadler des Typs B ist während der Akkad-Zeit in der neuen Form als schwebender Vogel mit Löwenkopf und ausgebreiteten Flügeln zu sehen, wobei der Löwenkopf stets zu Seite schaut. Daneben trat er in seltenen Abbildungen auch doppelköpfig auf. Typ A fand hingegen keine Berücksichtigung mehr.
In der neusumerischen Zeit ist der schwebende Löwenadler öfter als Motiv zwischen einer Person mit ausgebreiteten Armen und einer zumeist weiblichen Gottheit abgebildet, wobei der Löwenadler in der Bildaufteilung jene Position einnimmt, die zumeist von einem Stern oder dem Mond besetzt war. Der auch hier zur Seite gerichtete Kopf ist typologisch nur selten einwandfrei als Löwenkopf zu identifizieren, da der offene Schnabel am Kopf in fast allen Fällen mehr Ähnlichkeit mit einem Raubvogel aufweist.
Aus der Regierungszeit des Gudea stammt das sehr seltene Motiv eines über zwei Löwen schwebenden Löwenadlers, welches zweimal auf der Gudeastele eingearbeitet wurde. Die in diesem Zusammenhang vorgenommene Klassifizierung des Anzu als Löwenadler ist nicht gesichert, da sich jene Ableitung auf den teilweise unklaren Text der Gudeastele bezieht.

„Sein Ziegelform„kasten“, auf den er eine Zeichnung eingeritzt hatte und sein Stempel(?), den er tief eingedrückt hatte, (trugen) einen Anzu, das Emblem seines Herrn (Ningirsu); zu einer Standarte(?) schmückte er sie aus.“

Aufgrund anderer Darstellungen des Löwenadlers früheren Typs, beispielsweise aus der Zeit des Eannatum, halten die Assyriologen es für wahrscheinlich, dass es sich bei dem erwähnten Anzu auf der Gudeastele um einen Löwenadler handelt.